# Machtergreifung

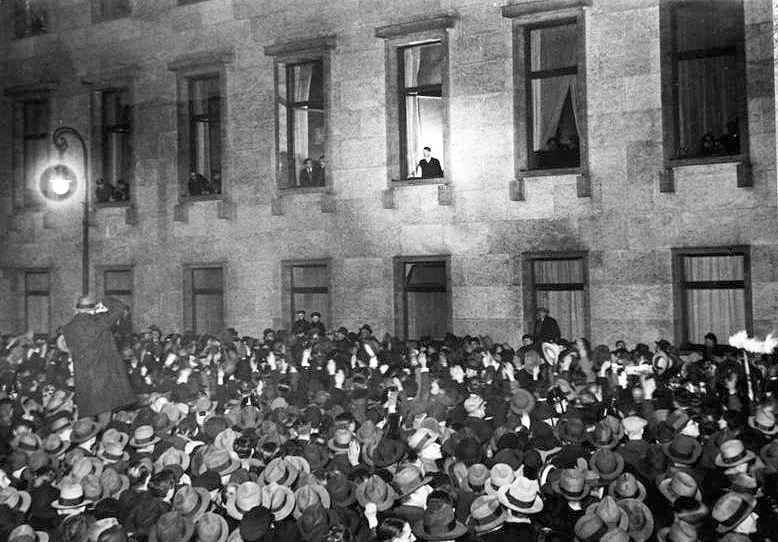
Hitler aan het venster van de Rijkskanselarij op 30 januari 1933

Machtergreifung is een Duits woord dat 'overname van de macht' betekent. Het komt van het zelfstandig naamwoord die Macht en van het werkwoord ergreifen. Het wordt meestal exclusief gebruikt om de machtsovername (een vaker gebruikt woord) door de nazi's in 1933 aan te duiden. Met deze Machtergreifung maakte Adolf Hitler een einde aan de Weimarrepubliek. De Machtergreifung werd gevolgd door de Gleichschaltung.

## Machtergreifung
Enkele weken na de benoeming van Adolf Hitler tot Rijkskanselier op 30 januari 1933 werd op 27 februari 1933 het Rijksdaggebouw in Berlijn in brand gestoken. Als brandstichter werd de Nederlandse communist Marinus van der Lubbe veroordeeld. Hitler gebruikte deze brand om zijn macht te vergroten. Hij haalde president Paul von Hindenburg over om de politie meer bevoegdheden te geven met een noodverordening, de politie pakte communisten en andere vijanden of vermeende vijanden van de nazi´s op. Velen werden vermoord, anderen kwamen in kampen terecht. In diezelfde periode probeerden de nazi's met een propagandacampagne voor de Rijksdagverkiezingen van 5 maart 1933 om een nationaal eenheidsgevoel te creëren.
Ondanks alle propaganda en de uitschakeling van politieke vijanden haalde de Nationaalsocialistische Duitse Arbeiderspartij geen absolute meerderheid, de partij kreeg 43,9 procent van de stemmen. Om toch alle macht in handen te krijgen voerde Hitler op 23 maart 1933 een grondwetswijziging (Machtigingswet) door. Dit lukte Hitler dankzij de steun van de katholieke Zentrumpartei en de conservatieve DNVP. Met die grondwetswijziging kreeg Hitler de bevoegdheid om vier jaar lang buiten de Rijksdag (het parlement) om te regeren en wetten uit te vaardigen. Dit was het begin van de dictatuur van Hitler. Naar deze machtsovername door Hitler wordt verwezen met de term Machtergreifung.